# Relations entre l'Espagne et l'Estonie
Les relations entre l'Espagne et l'Estonie sont les relations bilatérales de l'Espagne et de l'Estonie, deux États membres de l'Union européenne.

## Histoire

### Premières relations diplomatiques entre-deux guerres (1921-1939)
Les relations entre les deux pays ont été établies le 25 mars 1921 après que l'Espagne a reconnu l'indépendance de l'Estonie.

### Seconde Guerre mondiale et annexion par la Russie (1940-1991)
En août 1940, l'Estonie est envahie par l'armée soviétique et la République socialiste soviétique d'Estonie rejoint l'Union soviétique. Elle est occupée ensuite par l'Allemagne nazi jusqu'en 1944, date à laquelle elle est de nouveau annexé par l'Union soviétique. Elle en restera partie intégrante jusqu'en 1991.

### Indépendance de l'Estonie
Le 27 août 1991, l'Espagne reconnaît de nouveau l'indépendance de l'Estonie de l'Union soviétique. Les relations diplomatiques sont rétablies le 10 septembre de la même année. L'ambassade d'Espagne est alors toujours basé à Helsinki. Cependant, le 3 décembre 1992, un consulat est ouvert à Tallinn.
Le 30 juin 1997, l'Estonie ouvrit son ambassade en Espagne.

### Adhésion de l'Estonie à l'Union européenne
Le 6 octobre 2004, après l'adhésion de l'Estonie à l'Union européenne le 1er mai de cette année, l'Espagne ouvrit son ambassade à Tallinn.

## Coopérations thématiques

### Économie
En 2016, les exportations estoniennes vers l'Espagne s'élevaient à 108,6 millions d'euros, tandis que les exportations espagnoles vers l'Estonie s'élevaient à 170,9 millions d'euros.

### Défense
L'Espagne et l'Estonie sont toutes deux membres de l'OTAN. L'Espagne participe ainsi à la mission Baltic Air Policing, visant à sécuriser l'espace aérien des pays baltes, et a été déployée entre le 1er janvier jusqu'au 1er mai 2015 (basé à Ämari), à partir du 7 janvier au 28 avril 2016 (basé en Lituanie, à Šiauliai) et enfin entre le 1er mai et le 30 août 2017. Le pays avait également participé à la rotation aérienne sur les États baltes entre le 1er août et le 1er décembre 2006,.
De même, l'Espagne et l'Estonie sont deux membres fondateurs du Centre de cybersécurité de l'OTAN, dont le siège se trouve en Estonie,.

### Tourisme
L'Espagne est une destination populaire pour les Estoniens. En 2016, il y aurait eu 31 342 touristes espagnols en Estonie selon Statistikaamet.

## Sources
- (es) Cet article est partiellement ou en totalité issu de l’article de Wikipédia en espagnol intitulé « Relaciones entre España y Estonia » (voir la liste des auteurs).

## Compléments